# FC Lorentzweiler
Der FC Lorentzweiler ist ein luxemburgischer Fußballverein aus Lorentzweiler.

## Geschichte
Der Verein wurde 1945 unter seinem heutigen Namen gegründet. Lange Zeit nur unterklassig aktiv, gelang dem Verein 2000 erstmals den Sprung in die Drittklassigkeit. In der Saison 2017/18 verpasste man durch eine 0:1-Niederlage im Barragespiel gegen den FC Mamer 32 den Aufstieg in die Ehrenpromotion, doch fünf Jahre später konnte man diesen erstmals erreichen.

## Pokalwettbewerbe
In der Coupe de Luxemburg erreichte der Verein 2016/17 das Achtelfinale und verlor gegen den RFC Union Luxemburg (0:4).
In der Spielzeit 2015/16 stand Lorentzweiler im Finale der Coupe FLF, den nationalen Pokalwettbewerb für Vereine der 1., 2. und 3. Division (dritte bis fünfte Spielklasse), verlor dieses aber mit 2:3 gegen den FC Alisontia Steinsel. Im Juni 2025 stand der Verein wieder im Finale dieses Wettbewerbs, schlug den FC Jeunesse Useldingen mit 4:2 und holte sich erstmals den Titel.

## Stadion
Der Verein trägt seine Heimspiele auf dem 1.000 Zuschauer fassenden Terrain Rue de Hunsdorf aus. Zu der Sportanlage gehört noch ein Kunstrasenplatz, wo hauptsächlich Jugendspiele stattfinden.

## Erfolge
- Aufstieg in die Ehrenpromotion: 2023, 2025
- Coupe FLF: 2025

## Bekannte Spieler
- Jérôme Bigard
- Raphael de Sousa
- Eric Hoffmann
- Michel Kettenmeyer